# 전예현
전예현(全蘂鉉, 1975년 4월 30일 ~ )은 대한민국의 기자, 우석대 대학원 객원교수, 시사평론가, 준정부기관인이다. 내일신문 기자, 한국여성수련원 원장, 강원도서울본부장 등을 역임하였다.

## 저서
- 《강원도의 힘》[3]